# Велика Горожанна
Велика Горожанна — село в Україні, у Стрийському районі Львівської області. Населення становить 1070 осіб. Орган місцевого самоврядування — Миколаївська міська рада.

## Географія

### Топоніми
Перша згадка села датується 1433 роком. Оскільки поселення отримало статус міста, то й жителі довколишніх сіл називали сусідів-міщан «горожанами». З часом від містечка відділилось невеличке село — Мала Горожанна, тож аби розрізняти населені пункти, за першим закріпилась назва «Велика Горожанна»..

## Історія

### Магдебурзька історія
Через 15 років після першої згадки, у 1448 році, польський король Казимир IV Ягеллончик надав селу Великій Горожанці магдебурзьке право. До 1453 року село мало назву «Горожанна» або «Рожанна». 1453 року містечко стали називати «Горожанна Велика». У 1463 році королівська комісія земляними валами провела розмежування поміж Великою Горожанною та сусіднім містечком Вербіж.
У 1448-1460 роках Велика Горожанна перебувала в оренді у шляхтича Порохницького (Прухніцького), а пізніше перейшла до А. Яцимірського. Він 1487 року добився підтвердження магдебурзького привілею для містечка. У ньому йшлося, що Горожанна має відбувати повинності сім днів на рік та платити «чиншу» по 11 грошів та по одній колоді вівса.
У 1505 році містечко вперше пограбували татари. 1515 року внаслідок цього й наступних нападів з дев'яти ланів оброблялося лише п'ять, а решта — три лани, стали пусткою, стояла пусткою і корчма, але був піп (отже, була церква). Виходячи з цього новий орендатор Великої Горожанної М. Бронєвський у 1523 році зажадав, аби міщани відробляли більше повинностей, аніж зазначено у привілеї. Обурені діями поміщика горожанці звернулись до королівської канцелярії й дістали його підтримку. М. Бронєвський недовго думаючи позбувся міста — 1524 року воно дісталося в оренду родині Дідушицьких. Очевидно, міщани не мали наміру сплачувати податки і їм, бо орендатори 1545 року домоглись собі привілею, яким зобов'язали горожанців відробляти повинність не сім днів на рік, а по одному дню щотижня.
3 жовтня 1568 року тепер вже й Дідушицькі передали Горожанну в оренду Миколаєві Тарлу, сандомирському хорунжому, другові короля Зиґмунта ІІ Августа. Йому підпорядковувалось і королівське село Дроговиж. У ньому він розпочав велике будівництво й залучив до робіт міщан Горожанни. Але й цьому орендатору важко було втримати горожанців у покорі: невдоволення у містечку вибухнули через візницьку повинність, від якої міщани мали б бути звільнені. З цього приводу скаргу до короля подали і горожанці, і орендатор Міколай Тарло. Та, на жаль для міщан, справу розсудили на користь Тарла: 4 березня 1570 року король відмінив магдебурзьке право Горожанни й місто стало селом. На користь орендатора Тарла встановлено візницьку повинність й відробіток панщини — уже два дні на тиждень. Ще одним вагомим ударом по громаді Горожанної стало заснування міста Миколаїв. Його жителів король звільнив від більшості повинностей, тож майже всі ремісники пішли з Горожанної до Миколаєва. У 1580 році мешканці королівського села домоглися повернення повинностей до рівня 1545 року (один день на тиждень), але відновити магдебурзьке право так і не вдалось.

### Антипоміщицькі повстання
1621 року Горожанна зазнала чергового татарського нападу. Аби відбудувати поселення, на початку 1624 року король передав його в оренду королівському ротмістрові В. Средзінському. Та вже за рік його урядування в селі виникає новий конфлікт, який закінчується кривавою сутичкою. За свідченнями представника орендатора економа Лятковського, селяни «зібрались на подвір'ї одного з господарів, принесли із церкви хрест й присягнули не відступати до останнього, а в разі поразки піти всім на Запоріжжя». Люди вдерлися у панський двір й перекинули ліжко із шляхтичем К. Кемеровським. За той час ротмістр для придушення бунту привів у Горожанну польських жовнірів. Вони вчинили жорстоку розправу: зґвалтували більшість жінок та побили чоловіків. Двоє горожанців — П. Федьків та О. Тимчишин за кілька днів померли від побоїв.
Після розправи над селянами економ Лятковський ще й звернувся зі скаргою до львівського міського суду. Проте 14 липня 1625 року король видав декрет, яким тільки закликав обидві сторони до примирення. Остаточне рішення по цій справі виніс королівський референдарський суд: залишив візницьку та інші повинності, а панщину встановив три дні на тиждень від обіду. За вбивство П.Федьківа орендатора виправдано через те, що воно трапилось під час виступу, вчиненого селянами. Водночас двох організаторів бунту — Андрушка й Толоська засуджено до страти. Аби заспокоїти обурене судовим рішенням населення Горожанни, король передав село іншому шляхтичеві-орендарю.
Нове напруження вибухнуло 1643 року, коли жителі відмовились виконувати всі повинності. 12 селян засуджено, а 25 — втекли до нового міста Стрілиська. Новий орендар Горожанної Пшедвойовський звертався до власника Стрілиськ та короля, але повернути втікачів не зміг.
1648 року татари й чума майже знищили село, у ньому проживали всього лиш декілька сімей.

### Сільський ренесанс
Орендатор Сокольницький заселив до Великої Горожанної дев'ять сімей, звільнивши їх від повинностей на п'ять років.
У 1821 році село дісталося графам Дульським, які викупили його у короля. Одна з історії про взаємини села й родини Дульських дійшла до нашого часу. У тому ж 1821 році графиня Дульська посварилася зі своїм парохом із костелу села Грімне – до нього належала й католицька громада Великої Горожанни. Коли на Великдень ксьондз, за традицією, приїхав святити паску й ковбаси у дворі графині Дульської, вона заявила, що страви ще не готові, але ксьондз може не чекати, бо у Великій Горожанні у неї є свій власний український священик Олександр Грушкевич — він усе посвятить.
Ксьондз поїхав ні з чим, але і його друг — отець Олександр з церкви Введення, не прийшов у двір графині, хоча вона кілька разів посилала за ним слуг. Через день графиня Дульська зі слугами ввірвалася до хати отця Олександра й наказала зв'язати священика. Втім отець Грушкевич вирвався й наставив на панських слуг свою рушницю, з якою ходив на полювання. Тоді графиня, котра стояла поруч, власноруч схопила пароха за ґудзики ряси й почала тягти його до сіней. Та не розрахувавши сил, пані Дульська впала на порозі й звалила на себе священика. Навіть у цьому графиня звинуватила священика й задля помсти її слуги побили вікна у хаті горожанського пароха, а за кілька годин худобою потоптали посіви на його полі.
Того ж дня отець Олександр Грушкевич побував у Самборі в шляхетському трибуналі зі скаргою на графиню Дульську. Проїжджаючи через село Колодруби священик згадав, що залишив без нагляду свою церкву Введення. Тож попросив швагра (чоловік священикової сестри) з Колодрубів отця Дрималика відправити на охорону храму кільканадцять хлопців. А охорона і справді не зашкодила: уночі графиня Дульська прислала своїх слуг аби підпалили дерев'яний собор. Але після нетривалої бійки панські слуги розбіглися не виконавши наказу. Так колодрубівські селяни врятували великогорожанську церкву.
Згодом родина Дульських передала Горожанну в оренду Ф. Незабитковському. У той час село процвітало, панська родина організувала тут чудове господарство, а повинності зросли до 156 днів панщини на рік. Попри те аж 32 родини у 1837 році пішли з села на Поділля. Пізніше село перейшло шляхтичам Гаусперам.
З 1860 року Велику Горожанну стали заселяти німці, які заснували тут свою колонію — Саско. Водночас більшість у селі становили українці, які зуміли зберегти культуру і традиції.

### Виступ проти поляків
1846 року до Великої Горожанної прибули рештки польських повстанців з гуртка С. Дембовського, яких напередодні у Львові розгромило австрійське військо, тож рештки загону спробували підбурити до повстання проти уряду селян Великої Горожанної. Та їхні намагання завершились сутичкою, у ході якої селяни роззброїли повстанців та передали їх урядовим військам.
Позиція горожанців вплинула на мешканців навколишніх сіл, зокрема Комарно й Мединичів: по всій околиці ловили шляхтичів й передавали їх австрійській поліції.
Поляки вважали одним з винуватців сільського виступу греко-католицького пароха Горожанни Великої. З цієї причини його син, також священик, з часом не міг отримати парафію з приватних рук і був змушений шукати таку, де право презенти було в греко-католицького ординаріату.
На честь звільнення від панщини в селі встановлено хрест. Але значна частина землі залишилась у власності місцевих панів. Лише 1908 року, коли відбувся продаж маєтку Гауснер-Мангольт, селяни викупили решту землі.
За даними 1869 року населення Великої Горожанної становило 1373 осіб. Окрім того при дворі мешкали 97 осіб, а в німецькій колонії Саско — 655 осіб. Однокласну школу відкрито 1853 року, тоді у вчителя А. Пеленського навчалося 13 дітей.
У 1881 році у Великій Горожанні мешкало 1413 осіб, з них 1340 — українці, 53 — поляки і 20 — юдеї. До речі у колонії Саско вже не було німців, там мешкали 348 русинів.
1898 року громада Великої Горожанної збудувала нову школу з двох кімнат для учнів і квартири для вчителя. В колонії Саско якийсь час діяла євангелістська школа.
Для взаємодопомоги селяни організували позичкову касу з капіталом в 1000 золотих ринських. Діяла вона до 1914 року.
Під час бойових дій німецько-радянської війни 3 серпня 1944 року у Велику Горожанну увійшли підрозділи радянської армії. Одразу відбулася мобілізація 77 селян до лав радянської армії, а 23 з них загинули на фронтах війни. В пам'ять про загиблих радянських вояків та місцевих мешканців, які загинули та були розстріляні під час німецько-радянської війни 1941—1945 років поблизу місцевого клубу був встановлений обеліск.
9 січня 1945 року поблизу Великої Горожанної відбувся бій між підрозділом НКВС та куренем УПА «Зубри». Упівці здобули тоді велику перемогу над радянськими каральними військами. Радянські втрати: 304 вбитих, 30 ранених, 11 знищених автомашин та 2 легкі танки разом із командиром батальйону майором НКВС. Втрати УПА: 30 вбитих та поранених. Захоплено багато зброї та амунції. В числі загиблих з радянського боку числився й військовий льотчик, колишній заступник начальника 6-го окремого авіаційного полку прикордонних військ НКВС Українського округу капітан Агєєнков Максим Никанорович. Під час виконання бойового завдання — вистежування з повітря боєгруп УПА, він отримав важке поранення та невдовзі помер. Його було поховано поблизу місцевої церкви. У наш час на місці поховання пілота встановлено хрест.

## Населення
Згідно з переписом УРСР 1989 року чисельність наявного населення села становила 1099 осіб, з яких 490 чоловіків та 609 жінок.
За переписом населення України 2001 року в селі мешкало 1075 осіб.

### Мова
Розподіл населення за рідною мовою за даними перепису 2001 року:
| Мова       | Відсоток |
| ---------- | -------- |
| українська | 99,81 %  |
| російська  | 0,19 %   |

## Пам'ятки
Церква Введення в Храм Пресвятої Богородиці. 

Найдавніші згадки про місцеву церкву датовані 1515 роком. Попередня, до сьогоднішньої, дерев'яна святиня походила з 1720 року. У 1797 році за сприяння графа Ігнатія Дульського та коштом парафіян за проектом невідомих майстрів був споруджений дерев'яний п'ятиверхий храм, який посвятили вже наступного 1798 року. Нині довжелезна чотиризрубна будівля церкви, своїм розміром завдячує розбудованому, ймовірно у 1862 році, бабинцю. Святиню відновлювали у 1922 році. Тоді до вівтаря з південного боку була прибудована ризниця та накрита стрімким трисхилим дахом. До речі у львівському Національному Музеї імені Андрея Шептицького зберігся експонат із цієї церкви — портрет єрусалимського патріарха Якова авторства львівсько-жовківського маляра Йова Кондзелевича. Надвечір 5 серпня 2018 року у церкві сталася пожежа, у результаті якої вона вигоріла майже повністю.